# Adémar V de Limoges
Pour les articles homonymes, voir Limoges (homonymie).
Adémar V de Limoges (ou Adhémar ou Aimar ) (vers 1135-1199), est vicomte de Limoges à partir de 1148.
Adémar V de Limoges est resté célèbre pour avoir trahi Richard Cœur de Lion, son suzerain en tant que duc d'Aquitaine. Venu mater la révolte d'Adémar d'Angoulême et d'Adémar de Limoges, Richard mourut d'une blessure reçue lors du siège de Châlus-Chabrol, château appartenant au vicomte de Limoges. Selon Roger de Hoveden, Philippe de Cognac, fils illégitime supposé de Richard, aurait vengé la mort de son père en assassinant Adémar de Limoges,.
Il est le fils d'Adémar IV de Limoges (vers 1110 - 1148) et de Marguerite de Turenne, fille de Raymond Ier de Turenne.